# Minotaur

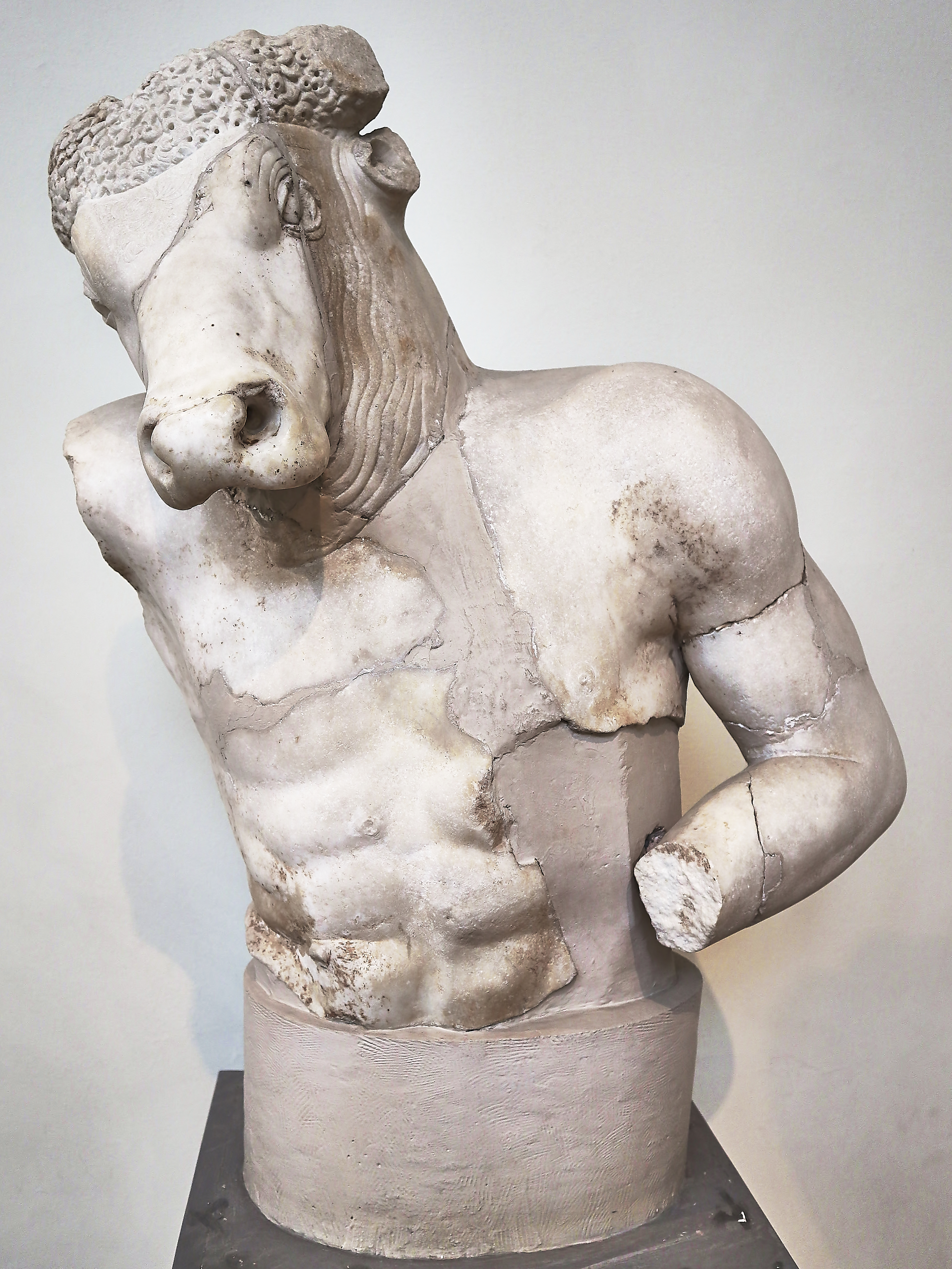
Minotaurul
(copie după o statuie de Miron)

În mitologia greacă, Minotaurul (în limba greacă: Μινώταυρος, Minótauros) era o creatură fabuloasă jumătate om și jumătate taur. El locuia în marele Labirint construit de către arhitectul Dedal la porunca regelui cretan Minos. Cuvântul "Minotaur" este traducerea grecească a sintagmei "Taurul lui Minos". Această creatură era cunoscută și sub denumirea Asterius sau Asterion, nume pe care l-a purtat și tatăl vitreg a lui Minos.
Se spune că înainte de  a deveni rege, Minos a cerut zeului grec Poseidon un semn pentru a-l asigura că el și nu frații săi era urmașul tronului cretan (alte surse spun că s-ar fi lăudat că zeii doreau să îl facă rege). Poseidon a fost de acord și i-a trimis un taur alb deosebit de frumos, cu condiția ca Minos să sacrifice acel animal în cinstea zeului. Minos a fost atât de uimit de frumusețea taurului încât a hotărât să îl păstreze și a sacrificat în locul lui un altul, cu speranța că zeul nu va observa. Poseidon s-a mâniat și a făcut-o pe soția lui Minos, Pasiphae să își piardă mințile și să se îndrăgostească de taur. Pasiphae a cerut ajutorul lui Dedal, care i-a construit o vacă de lemn, acoperită cu piele și goală în interior. Regina a intrat în această construcție și prin uniunea ei cu taurul alb a rezultat Asterius („cel strălucitor”) sau Minotaurul. După unele variante, taurul alb a devenit Taurul Cretan, capturat de Hercule în una din muncile acestuia.

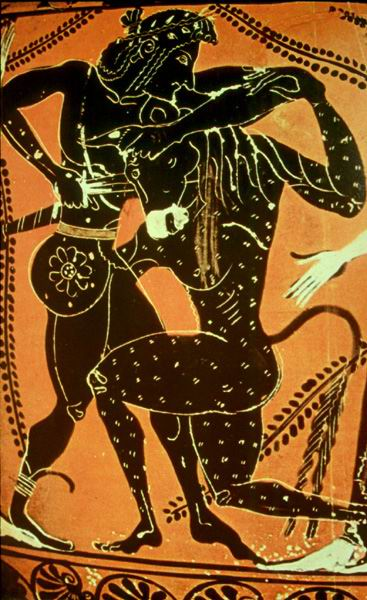
Tezeu și Minotaurul

Minotaurul avea trup uman și cap și coadă de taur. Pasiphae l-a alăptat și l-a îngrijit cât timp acesta a fost prunc, dar după ce a crescut a devenit feroce. După ce a primit sfat de la Oracolul din Delphi, Minos i-a poruncit lui Dedal să construiască un labirint gigantic în care să fie ținut monstrul. 
Conform miturilor antice, labirintul s-ar fi aflat sub palatul lui Minos din Cnossos. Scanări recente geofizice prin metoda Georadar GPR (Ground Penetrating Radar) au ajuns la concluzia că sub palat nu există nici un labirint, ci numai canale subterane de deversare a apelor rezultate din gospodărirea clădirii.
Între timp Androgeu, fiul lui Minos, este ucis de către atenieni, care erau invidioși pe victoriile acestuia obținute la Jocurile Panatenaice. Alții spun că a fost ucis de taurul alb al lui Poseidon la Maraton, acțiune pe care o plănuise Egeu, regele Atenei. Pentru a se răzbuna, Minos a declarat război Atenei și a obținut o strălucită victorie. Ca tribut, a cerut la fiecare nouă ani (sau în fiecare an, după unele variante) câte șapte tineri atenieni și șapte fecioare pentru a-i arunca în Labirint și a-i lăsa să fie uciși și devorați de Minotaur. Când a venit timpul celui de-al treilea sacrificiu, Tezeu, fiul lui Egeu, s-a oferit să ucidă monstrul. Planul lui era de a însoți grupul de tineri atenieni și de a intra în Labirint. Înainte de a pleca, i-a spus tatălui său că la întoarcerea corăbiilor, dacă planul lui a avut succes va înălța pânzele albe în loc de cele negre. Ajuns în Creta, Tezeu se îndrăgostește de Ariadna, fiica lui Minos, cea care îl ajută să găsească ieșirea din labirint cu ajutorul unui ghem de ață. Minotaurul este ucis de Tezeu cu o sabie oferită de Ariadna, tinerii atenieni sunt salvați și scoși din Labirint. Cu toate acestea, la întoarcere, Tezeu nu inaltase pânzele albe ale corăbiilor. Egeu vede pânzele negre, este cuprins de disperare și se aruncă în mare. Marea preia numele regelui atenian. (vezi Marea Egee)